# Indirana leithii
Espèce
Synonymes
- Rana leithii Boulenger, 1888

Statut de conservation UICN

 VU B1ab(iii) : Vulnérable
Indirana leithii est une espèce d'amphibiens de la famille des Ranixalidae.

## Répartition et habitat
Cette espèce est endémique du Maharashtra en Inde. Elle se rencontre entre 400 et 1 200 m d'altitude dans les Ghâts occidentaux.
Cette espèce est terrestre, elle vit dans la forêt tropicale humide. On la trouve aussi dans les forêts dégradées.

## Description
Indirana leithii mesure environ 35 mm. Son dos est brun avec de petites taches foncées. Ses membres sont rayés de sombre. Son ventre est blanc et sa gorge est marbrée de brun.

## Étymologie
Son nom d'espèce lui a été donné en l'honneur du Dr Leith qui a collecté le spécimen décrit.

## Publication originale
- Boulenger, 1888 : Descriptions of two new Indian species of Rana. Annals and Magazine of Natural History, sér. 6, vol. 2, p. 506-508 (texte intégral).